# Уилсон, Энн
Энн Уилсон (англ. Ann Wilson, при рождении Энн Дастин Уилсон, англ. Ann Dustin Wilson; 19 июня 1950 года, Сан-Диего, Калифорния) — американская рок-певица, которая достигла известности в составе сиэтлской/ванкуверской рок-группы Heart, возглавляемой ей вместе со своей младшей сестрой Нэнси.

## Биография
Энн Уилсон родилась 19 июня 1950 года в Сан-Диего, Калифорния. Её отец был полковником на флоте США, поэтому в детстве она часто переезжала, пока отец не подал в отставку и поселился вместе c семьёй в пригороде Сиэтла, Бельвью.
В детстве Энн страдала от заикания, поэтому была очень застенчива, и начала увлекаться музыкой. В начале 1970-х она присоединилась к местной рок-группе White Heart (с англ. — «Белое сердце»), которая вскоре сменила своё название на Hocus Pocus, а затем, в 1974 году, окончательно остановились на Heart.

## Музыкальная карьера
В 1974 году младшая сестра Энн, Нэнси присоединилась к Heart и группа переехала в Канаду. В 1975 году, в Ванкувере они записали свой первый альбом Dreamboat Annie; В США он появился на прилавках в 1976 году. В 1977 году они выпускают альбом Little Queen, содержащий первый крупный хит группы — песню «Barracuda». В 1978 году выходит Dog & Butterfly. В 1984 году Энн Ann спела дуэтом с вокалистом канадской группы Loverboy Майком Рено песню «Almost Paradise» для фильма «Свободные», которая достигла 7 строчки в чарте Billboard Hot 100. в 1986 году она выпустила сольный сингл «The Best Man in the World», прозвучавший в фильме «Золотой ребёнок», с Эдди Мёрфи в главной роли. Сингл достиг 61 позиции в США. В 1988 году она записала дуэтом с вокалистом Cheap Trick Робином Задером песню «Surrender to Me» для фильма «Пьяный рассвет», с Мелом Гибсоном, Мишель Пфайффер и Куртом Расселом в главных ролях. Сингл достиг шестой позиции в чарте Billboard Hot 100.
В 1992 году Энн поучаствовала в записи мини-альбома Sap группы Alice in Chains. Она исполнила партии бэк-вокала на песнях «Brother», «Am I Inside» и «Love Song». В 1993 году, вокалист Alice in Chains Лэйн Стэйли спел втроём с сёстрами Уилсон на кавер-версии песни Боба Дилана «Ring Them Bells», выпущенной на альбоме Heart Desire Walks On. Вдобавок к этому, басист Alice in Chains Майк Айнез и туровый гитарист Скотт Олсон сыграли на концертом альбоме Heart Alive in Seattle, выпущенном в 2003 году.
В середине 1990-х годов Энн и Нэнси основали в Сиэтле звукозаписывающую студию Bad Animals Studio, названную в честь альбома Heart 1987 года Bad Animals. Также они вдвоём создали сайд-проект The Lovemongers, в составе которого исполнили классическую песню Led Zeppelin «The Battle of Evermore» на саундтреке фильма 1992 года «Одиночки», снятого мужем Нэнси, Кэмероном Кроу. Позже эта песня вышла на четырёхпесенном мини-альбоме. В 1997 году вышел дебютный и пока единственный альбом Lovemongers Whirlygig.

## Сольная карьера
В 2006 году Энн приступила к записи своего первого сольного диска Hope & Glory, спродюсированного Беном Минком. Альбом был выпущен 11 сентября 2007 года на лейбле Rounder Records и состоял из кавер-версий песен различных исполнителей. На Hope & Glory среди приглашённых музыкантов присутствовали Нэнси Уилсон, Элтон Джон, К. Д. Ланг, Элисон Краусс, Шон Колвин, Руфус Уэйнрайт и другие. Песни «Little Problems, Little Lies», «Isolation» и «Immigrant Song» были выпущены в качестве синглов.
Кавер-версия «Immigrant Song» доступна для прослушивания на официальной странице Энн на MySpace , а также заняла 9 место среди самых подкастинговых песен 2007 года по подсчётам PMC Top10.
В 2001 году Энн присоединилась к продюсеру Алану Парсонсу для трибьют-тура The Beatles, названного A Walk Down Abbey Road.
В июне 2007 года она спела вместе с группой Sed Nove и Яном Гилланом на Фестивале Музыки в Париже.
В 2010 году Энн и Нэнси исполнили часть песни «We Are the World 25 for Haiti», записанной различными поп-исполнителями в помощь жителям Гаити, пострадавшим после сильного землетрясения в начале года. Песня является ремейком хит-сингла 1985 года «We Are the World», написанной для благотворительного проекта, вырученные средства которого в размере $61.800.000 были направлены на закупку и доставку медикаментов, продовольствия, оказания медицинской и гуманитарной помощи голодающим в Эфиопии.
Позже, в 2010 году, сёстры Уилсон стали частью кампании «Moms Who Rock» рекомендательной системы Pandora Radio, доступной только на территории США.

## Личная жизнь
На протяжении 1970-х годов, Энн Уилсон встречалась с Майклом Фишером — менеджером группы, в то время как её младшая сестра Нэнси встречалась с лидер-гитаристом Роджером Фишером, младшим братом Майкла. В 1979 году обе пары распались, Энн заявила, что Майкл начал встречаться с другой женщиной. Песня «Magic Man» была написана о Майкле и содержала автобиографическую лирику о начале их романа.
В 1991 году Энн усыновила дочь Мари, а в 1998 году сына Дастина.
С 25 апреля 2015 года Энн замужем за Дином Уэттером. Они недолго встречались в 1980-х годах и сошлись вновь годы спустя.
Когда Энн была ребёнком, она страдала от ожирения, вследствие чего подвергалась насмешкам со стороны других детей. В 1970-х она твёрдо решила похудеть и добилась результата. Однако, после реюниона Heart в качестве АОР-группы, Энн снова значительно прибавила в весе. Опасаясь, что это может испортить имидж группы, рекорд-компания и участники группы начали принуждать её сбросить вес. В видеоклипах ракурсы камеры и одежда были выбраны таким образом, чтобы визуально уменьшить её объём, а также камеры больше фокусировались на её сестре Нэнси. Энн не раз заявляла, что она начала страдать от панических атак, вызванных стрессом от негативных отзывов и заострения внимания на её избыточном весе. В январе 2002 года она подверглась хирургической операции, известной как бандажирование желудка после «пожизненной борьбы» с её весом.